# Slemish
Slemish je skalní suk v Severním Irsku. Nachází se v hrabství Antrim nedaleko města Ballymena. Dosahuje nadmořské výšky 437 m a je výraznou dominantou nížiny na pobřeží Severního průlivu. Hora je pozůstatkem sopečné činnosti v období paleogénu. Eroze postupně odstranila okolní měkčí horniny a zůstalo pouze magmatické těleso tvořené doleritem.
Původní název v irštině zněl Sliabh Mis (hora princezny Mis), stejně je pojmenováno i pohoří Slieve Mish Mountains v jihoirském hrabství Kerry. Podle legendy na hoře svatý Patrik jako otrok pásl ovce a zažil zde zjevení, kterým byl povolán k misijní činnosti. Koná se zde proto 17. března velká pouť. Za povstání v roce 1798 se zde scházeli členové Society of United Irishmen. 
Hora je oblíbeným cílem výletů, výstup trvá zhruba hodinu a kvůli příkrým svahům vyžaduje opatrnost a dobrý zdravotní stav. Z vrcholu se nabízí kruhový výhled a ze příznivého počasí lze zahlédnout i pobřeží Skotska. Lokalita je také často navštěvována za účelem pozorování ptáků.